# Sing (canção de Ed Sheeran)
"Sing" é uma canção do artista musical Britânico Ed Sheeran, contida em seu segundo álbum de estúdio X. Foi composta por Sheeran e Pharrell Wiliams, sendo produzida pelos dois últimos. A faixa foi lançada digitalmente na iTunes Store em 7 de abril de 2014 através da Asylum e Atlantic, sendo enviada para estações de rádio estadunidenses e Britânicas,disponibilizada na iTunes Store do resto do mundo no dia seguinte, servindo como o primeiro single do projeto, além de ter sido comercializada em formato físico. A canção se tornou o primeiro single número um do Sheeran nas paradas britânicas em junho de 2014, e também liderou as paradas na Austrália, Nova Zelândia e Irlanda. Ele também chegou ao número 13 na Billboard Hot 100.

## Antecedentes
Três anos após o lançamento de seu álbum de estreia Sheeran anunciou que esperava que ele iria lançar seu segundo álbum durante 2014. A canção foi escrita por Sheeran e Pharrell Williams, produzida pelo dois últimos, e tem um comprimento de 3 minutos e 55 segundos. A canção, que tem de pop e R & B influências e foi inspirado pelo cantor Justin Timberlake, é um considerado uma partida de som folk rock de Sheeran, ele ficou conhecido por, em seu álbum +.Sheeran foi inspirado para modelar a canção depois o pop e R & B stylings de Timberlake, afirmando "Foi muito perto de uma inspiração direta. eu amo justificado, por isso, tomei a inspiração daqueles." A letra é sobre "uma noite em Vegas." "Sing", foi lançado no Reino Unido, Irlanda, Austrália e Alemanha, em Maio de 2014, de um EP correspondente. Foi lançado internacionalmente em 7 de Abril de 2014.

## Desempenho comercial
"Sing" estreou no número um nas paradas australianas ARIA em maio de 2014, tornando-se primeiro número um  de Sheeran no país, e seu sexto top ten único na Austrália. Na semana de 14 de abril de 2014, a canção entrou na parada da Nova Zelândia Chart no número 8, tornando-se o seu quarto top 10 e segundo top 10 estreia na Nova Zelândia. A canção, desde então, liderou as paradas no país, dando-Sheeran seu segundo número um consecutivo único lá. A canção estreou no número um na UK Singles Chart e Singles Chart irlandeses, dando-lhe o seu primeiro número um singles em ambos Reino Unido e na Irlanda. Em Itália, a "Sing" atingiu um pico de número dois e passou cinco semanas no total nesta posição, dando-lhe a posição de maior pico alcançado no país até agora.
No Canadá, a faixa, desde então, chegou ao número 4, dando Ed Sheeran seu primeiro top 10 hit no país. "Sing" estreou no número 15 na Billboard Hot 100, dando Sheeran seu maior único gráficos nos Estados Unidos na época. O single conseguiu vender 123.000 cópias, dando-lhe o segundo melhor semana de vendas digitalmente; a canção também conseguiu um lucro líquido de 28 milhões em impressões de audiência, tudo antes de sua semana de estreia na Billboard Hot 100."Sing", desde então, chegou ao número 13 na Billboard Hot 100. A canção atingiu um milhão de cópias vendidas nos EUA em julho de 2014.

## Música e vídeo
O vídeo da música "Sing" foi lançado exclusivamente para a página do Facebook de Sheeran em 22 de maio de 2014, e adicionado a Vevo e YouTube no dia 23 de maio, exatamente um mês antes do álbum ser lançado.Segue-se uma caricatura fantoche de Sheeran em um sair à noite, durante o qual ele fica bêbado, canta karaoke, vai para um clube de strip e pega Sheeran e Pharrell de um estúdio em seu caminhão. Ao longo do vídeo Ed é visto jogando sua guitarra na frente de um pano de fundo.O boneco está atualmente em custódia da Sheeran, mas que "não tem ideia de como resolver isso ainda".O boneco foi modelado a partir dele, até suas roupas e tatuagens.Sheeran e Pharrell receberam o prêmio de Melhor vídeo Masculino em 2014 no MTV video Music Awards.

## Performances ao vivo
Sheeran cantou a música ao vivo pela primeira vez no Saturday Night Live, em 12 de Abril de 2014, juntamente com uma canção chamada ""Don't", que estreou fora do álbum.Sheeran também tocaram "Sing" no The Ellen DeGeneres Show em 16 de Maio de 2014,no Got Talent semi-final da Grã-Bretanha em 27 maio de 2014 e no The Graham Norton Show, em 6 de junho de 2014.Em 28 de agosto de 2014, Sheeran cantou a música no Jimmy Kimmel Live!

## Desempenho nas paradas
| Paradas (2014)                                         | Melhor posição |
| ------------------------------------------------------ | -------------- |
| Austrália (ARIA Charts)                                | 1              |
| Áustria (Ö3 Austria Top 40)                            | 11             |
| Bélgica (Ultratop 50 de Flandres)                      | 26             |
| Brasil (Billboard Brasil Hot 100)                      | 42             |
| Canadá (Canadian Hot 100)                              | 4              |
| Croácia (Croatian Airplay Radio Chart)                 | 2              |
| Dinamarca (Hitlisten)                                  | 15             |
| Estados Unidos (Billboard Hot 100)                     | 13             |
| Estados Unidos (Pop Songs)                             | 6              |
| Estados Unidos (Adult Pop Songs)                       | 4              |
| Estados Unidos (Hot Adult Contemporary Tracks)         | 14             |
| Eslováquia (IFPI Slovenská Republika)                  | 6              |
| Espanha (Productores de Música de España)              | 37             |
| França (Syndicat National de l'Édition Phonographique) | 5              |
| Finlândia (IFPI Finlândia)                             | 17             |
| Irlanda (Irish Recorded Music Association)             | 1              |
| Israel (Media Forest)                                  | 1              |
| México (Mexican Airplay)                               | 38             |
| Nova Zelândia (NZ Top 40 Singles)                      | 1              |
| Reino Unido (UK Singles Charts)                        | 1              |
| Chéquia (IFPI Česká Republika)                         | 28             |
| Suécia (Sverigetopplistan)                             | 33             |
| Suíça (Schweizer Hitparade)                            | 7              |

### Certificações
| País                  | Certificação | Vendas      |
| --------------------- | ------------ | ----------- |
| Estados Unidos (RIAA) | Platina      | + 1.000.000 |
| Canadá (Music Canada) | Platina      | + 160.000   |
| Austrália (ARIA)      | ouro         | + 40.000    |
| Nova Zelândia (RIANZ) | 1× Platina   | + 15.000    |
| Suécia (IFPI Schweiz) | 1× Platina   | + 40.000    |
| Reino Unido (BPI)     | Platina      | + 600.000   |